# Bibliothèque municipale de Leipzig

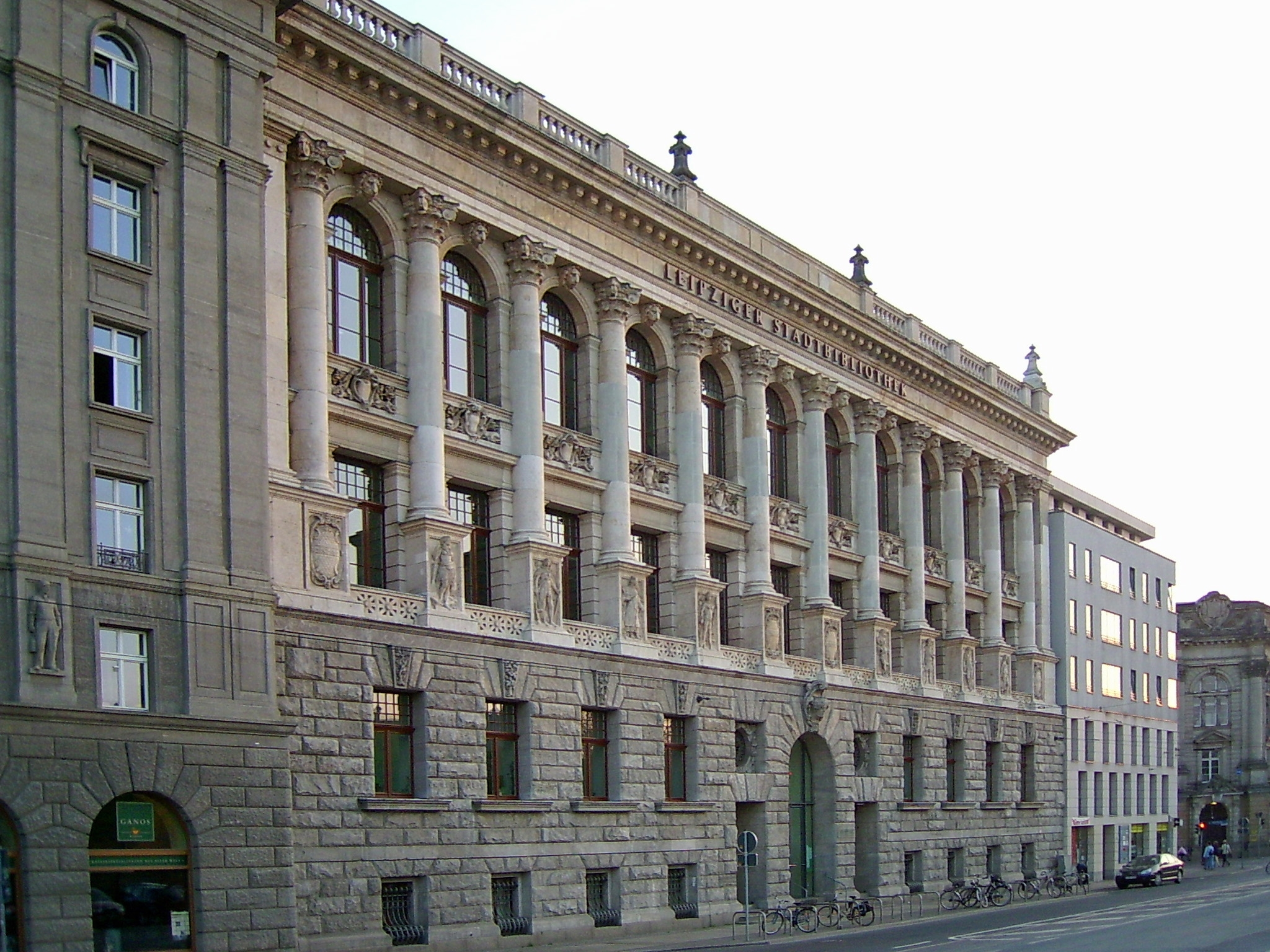
Bâtiment de l'ancien musée Grassi, qui abrite depuis 1991 la bibliothèque municipale centrale des bibliothèques de la ville de Leipzig.

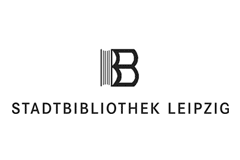
Logo.

La bibliothèque municipale de Leipzig (Stadtbibliothek Leipzig) est une partie de l'entreprise communale de la ville de Leipzig en Allemagne, intitulée Leipziger Städtische Bibliotheken (bibliothèques de la ville de Leipzig) qui comprend - outre la bibliothèque municipale centrale - plusieurs filiales dans les différents quartiers de la ville, ainsi qu'une bibliothèque itinérante. Elle abrite près d'un million de livres, journaux, revues, écrits, vidéocassettes, CD, DVD, cassettes audio, etc. L'édifice central de la bibliothèque a rouvert le 27 octobre 2012 après deux ans de travaux de restauration. La bibliothèque disposait en 2011 un budget de 500 000 euros environ; 900.000 visiteurs annuels empruntent 3,8 millions d'ouvrages.

## Histoire
L'origine de la bibliothèque remonte à Huldreich Groß qui a fait don en 1677 de sa collection de quatre mille livres au conseil de la ville à condition d'ouvrir une bibliothèque pour tous ceux désireux d'étudier. Celle-ci s'intitule la Bibliotheca Senatus Lipsiensis (bibliothèque du Sénat de Leipzig) et se trouve au premier étage de l'armurerie et de la fourrière militaire de la rue de l'Université (Universitätsstraße). La collection  augmente régulièrement par des dons et des achats et un budget spécial lui est alloué sur les finances de la ville; un bibliothécaire en chef en est à la tête. Une grande cérémonie d'inauguration a lieu en 1711 à laquelle assistent les bourgmestres, représentants de la ville et corps professoral ainsi que le bibliothécaire en chef, lui-même édile et professeur d'université, Johann Jacob Mascov, qui en fait une véritable bibliothèque scientifique. En 1755, Friedrich Seltendorff construit un nouvel édifice destiné à accueillir la bibliothèque du conseil de Leipzig; il comprend une belle façade baroque et l'édifice est considéré comme étant la bibliothèque d'Allemagne la plus belle de son époque.
En 1832, la bibliothèque change de statut et de bibliothèque du conseil devient bibliothèque de la ville. Sous Robert Naumann, elle comprend près de cent mille ouvrages, et publie une revue spécialisée intitulée Serapeum – Zeitschrift für Bibliothekswissenschaft, Handschriftenkunde und ältere Literatur. Ensuite un département d'archives musicales est mis en place par Karl Heinrich Pölitz et Carl Ferdinand Becker. 
Une grande partie de la bibliothèque qui est répartie en trois lieux est détruite par les bombardements aériens alliés du 4 décembre 1943 et ceux de la fin de la Seconde Guerre mondiale, cependant son directeur, Johannes Hofmann, avait pu auparavant mettre à l'abri la presque totalité de ses collections. À l'issue de la guerre, Leipzig et la Saxe se trouvent en zone d'occupation soviétique. La bibliothèque occupe un nouvel espace en 1946 avec le Barthels Hof. En 1951, sous le régime de la République démocratique allemande, la bibliothèque change de statut pour devenir « bibliothèque populaire » (Volksbücherei); en 1954, la section musicale devient la Musikbibliothek Leipzig (bibliothèque de musique de Leipzig) à partir du département musical de la bibliothèque de Leipzig et de la Musikbibliothek Peters. En 1958 et en 1973, la Volksbücherei (ancienne Stadtbibliothek, bibliothèque de la ville), la Musikbibliothek et les différentes filiales fusionnent en une entité, la Stadt- und Bezirksbibliothek Leipzig (bibliothèque de la ville et du district de Leipzig). La première bibliothèque itinérante est instituée en 1973.
Au début des années 1980, le Barthels Hof est en fort mauvais état, et la bibliothèque déménage en 1984 à Grünau. Depuis 1990, des archives sont spécialement ouvertes pour les écrivains et littérateurs de la région. En 1991, après la réunification allemande, la Stadt- und Bezirksbibliothek Leipzig devient les Leipziger Städtische Bibliotheken (bibliothèques de la ville de Leipzig) et la bibliothèque municipale centrale s'installe dans l'ancien musée Grassi, situé place Wilhelm Leuschner (Wilhelm-Leuschner-Platz).

## Source de la traduction
- (de) Cet article est partiellement ou en totalité issu de l’article de Wikipédia en allemand intitulé « Stadtbibliothek Leipzig » (voir la liste des auteurs).